# Aspermont
Aspermont är en ort i Stonewall County i den amerikanska delstaten Texas med en yta av 5,4 km² och en folkmängd som uppgår till 1 021 invånare (2000). Aspermont är administrativ huvudort i Stonewall County. A.L. Rhomberg grundade orten och döpte den till Aspermont år 1889.